# Kielmeyera regalis
Kielmeyera regalis är en tvåhjärtbladig växtart som beskrevs av N. Saddi. Kielmeyera regalis ingår i släktet Kielmeyera och familjen Calophyllaceae. Inga underarter finns listade i Catalogue of Life.